# Kevin Lewis (Politiker)

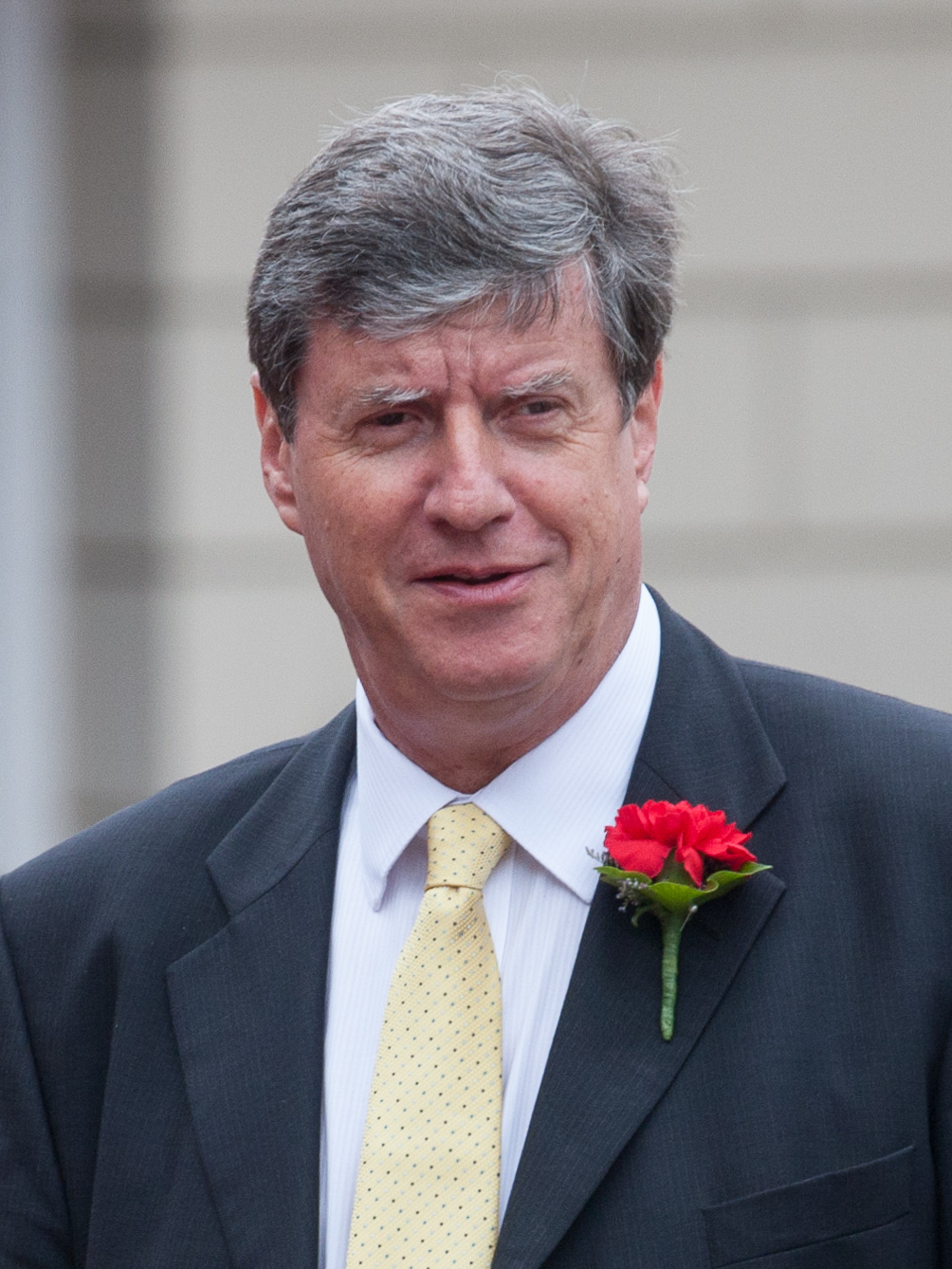
Kevin Lewis (2012)

Kevin Charles Lewis ist ein Politiker aus Jersey, der seit 2018 Minister für Infrastruktur ist.

## Leben
Kevin Charles Lewis war zwischen 1980 und 1989 Koordinator der Dreharbeiten der von BBC One produzierten Krimiserie Jim Bergerac ermittelt mit John Nettles. Er war zugleich von 1985 bis 2004 geschäftsführender Direktor von Cine Centre Cinema geschäftsführender Direktor des New Forum Cinema und ist Direktor der Cine de France Ltd., dessen Anteilseigner er zu 95 Prozent ist. Er wurde erstmals am 5. Dezember 2005 für den Wahlkreis St. Saviour No. 2 Mitglied der 53-köpfigen States of Jersey und als solcher 2008, 2011, 2014 und 2018 wiedergewählt. Nachdem er im Kabinett von Chief Minister Frank Walker von Dezember 2005 bis Dezember 2008 sowie im Kabinett von Chief Minister Terry Le Sueur zwischen Dezember 2008 und November 2011 assistierender Minister für Transport und technische Dienste war, bekleidete er von November 2011 bis 2014 den Posten als Minister für Transport und technische Dienste in den Regierungen von Chief Minister Ian Gorst.
Nachdem sich am 4. Juni 2018 John Le Fondré bei der Wahl zum Chief Minister von Jersey mit 30 zu 19 Stimmen gegen den Amtsinhaber Ian Gorst durchsetzen konnte, wählte am 7. Juni 2018 das Parlament die Kabinettsmitglieder. Dem Ministerrat (Council of Ministers) gehören neben Chief Minister Le Fondré unter anderem Ian Gorst als Außenminister, Len Norman als Innenminister sowie Susie Pinel als Schatzministerin an. Kevin Lewis übernahm im Kabinett Le Fondré das Amt als Minister für Infrastruktur. Dem Ministerrat gehören aktuell zwölf Mitglieder an. Er ist auch Mitglied der Britisch-Irischen Parlamentarischen Versammlung (British-Irish Parliamentary Assembly).
Lewis ist außerdem ehrenamtlich als Gouverneur der Gesellschaft für Blinde und sehbehinderte Menschen Jersey Blind Society (Eye Can) sowie als Direktor des Jersey Film Festival tätig.